# Kubatangara
Kubatangara (Melopyrrha nigra) är en karibisk fågel i familjen tangaror inom ordningen tättingar.

## Utseende och läte
Kubatangaran är en liten finkliknande tangara med stor och kraftig näbb och vitt i vingen. Fjäderdräkten varierar från svart till grå, beroende på kön och geografi. Sången består av en sträv drill som faller i tonhöjd och som följs av fem till tio tunna "tsi" som istället stiger i tonhöjd mot slutet. Lätet är ett ljust och strävt "tsit".

## Utbredning och systematik
Kubatangaran förekommer på Kuba och Isla de la Juventud. Den behandlas som monotypisk, det vill säga att den inte delas in i några underarter. Tidigare inkluderades caymantangaran (M. taylori) i arten, men denna urskiljs allt oftare som egen art.

## Status
IUCN kategoriserar den som livskraftig.